# Museo Diocesano de Arte Sacro de Las Palmas de Gran Canaria
El museo diocesano de Arte Sacro de Las Palmas de Gran Canaria también conocido como Museo Diocesano de la Diócesis de Canarias se encuentra en lateral sur de la Catedral de Canarias, en el llamado Patio de Los Naranjos realizado en el siglo XVII. Las salas que lo bordean, antiguas dependencias catedralicias, albergan a este museo, se abrió el 20 de diciembre de 1984, en Las Palmas de Gran Canaria, España. Este museo sacro está comunicado con la catedral a través de la llamada puerta del Aire de estilo renacentista.

## Salas del Museo

### Sala de la Seda o del Tesoro
Su estructura es de cantería vista y techumbre de piedra volcánica y pino canario, sirvió para guardar el tesoro de la catedral. Una ventana circular dota a la sala de comunicación con la catedral, viéndose la capilla de los Dolores. Esta sala del museo diocesano acoge una muestra de microimaginería, es decir, imágenes de pequeño tamaño, de gran devoción popular y particular. Se puede observar una gran evolución en el tallado de la madera desde las piezas del siglo XVI, más arcaicas y populares, como santa Catalina, testimonio de la primera ermita de fundada en Las Palmas de Gran Canaria, la parroquia matriz del Puerto de la Luz de Las Palmas de Gran Canaria, también se encuentran tallas barrocas del siglo XVIII y XIX, de líneas más estilizadas, como los crucificados de José Luján Pérez.

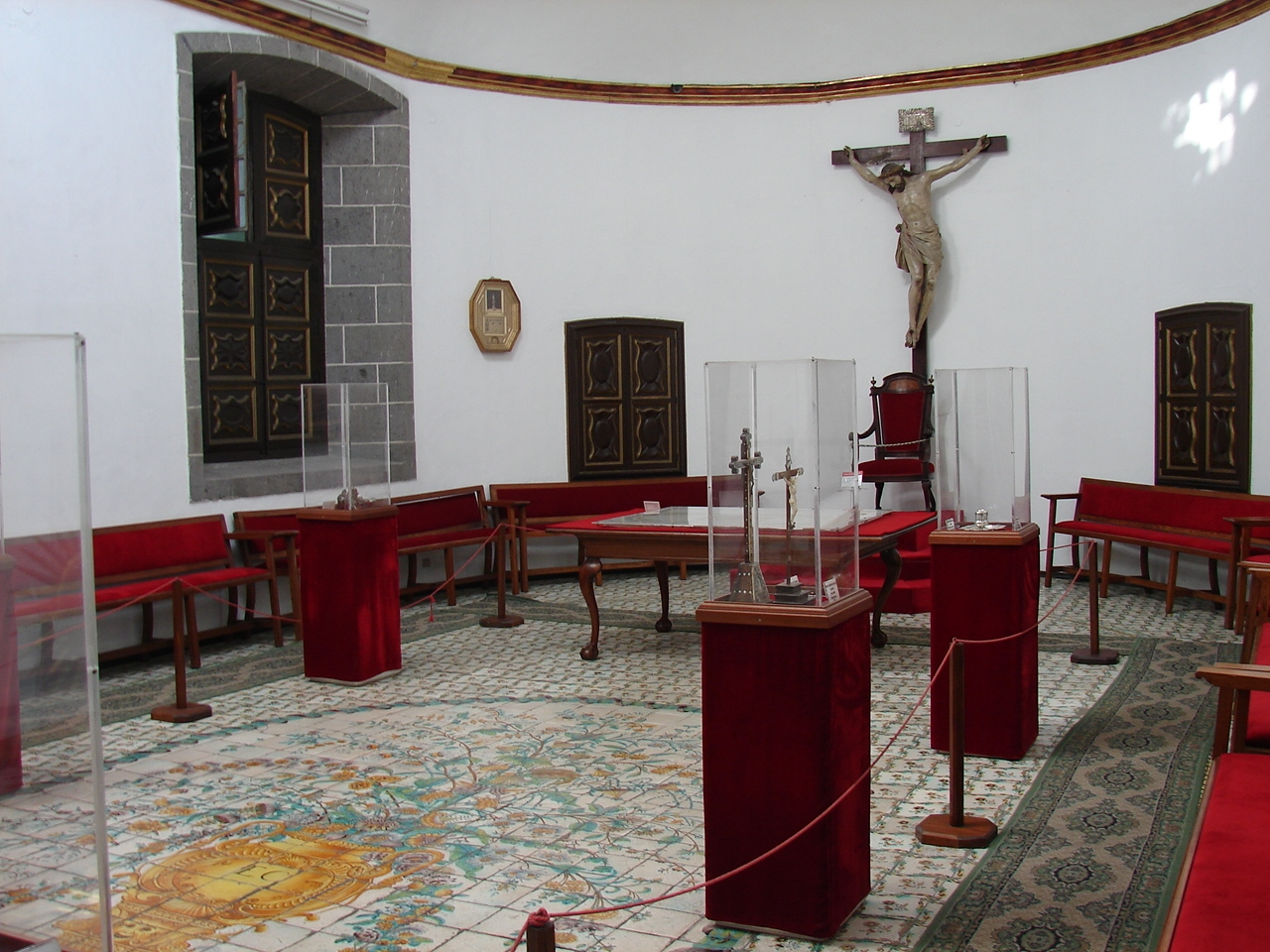
Sala Capitular del Museo Diocesano de Arte Sacro de Las Palmas de Gran Canaria.

### Antesala de la Sala Capitular
En esta antesala se exponen algunos retratos de obispo de la diócesis de Canarias, realizados por artistas canarios como Luis de la Cruz y Manuel Ponce de León, entre estos retratos destaca el del obispo Manuel Verdugo y Albiturría, único obispo de la diócesis de Canarias nacido en Canarias. Así mismo, hay un retrato de uno de los más destacados arquitectos de la catedral de Canarias, Diego Nicolás Eduardo.

### Sala Capitular
Es la sala más importante del museo. Original por su estructura ovalada, diseñada por Diego Nicolás Eduardo en el siglo XVIII. Prácticamente cerrada, recibe luz natural por una linterna central. A la medida de su rango, se encarga en 1785 a la fábrica de porcelanas de Manises de Valencia un mosaico de vivos colores centrado en el escudo del cabildo Catedral de Canarias (Eclesia Canariensis).La sala está presidida por el Cristo de la Sala Capitular obra del escultor canario José Luján Pérez realizado en 1793. Bordea la sala una muestra de piezas de orfebrería, como custodias para exponer el Santísimo Sacramento, cruces, portapaces y otros objetos litúrgicos fechados en el siglo XVI.

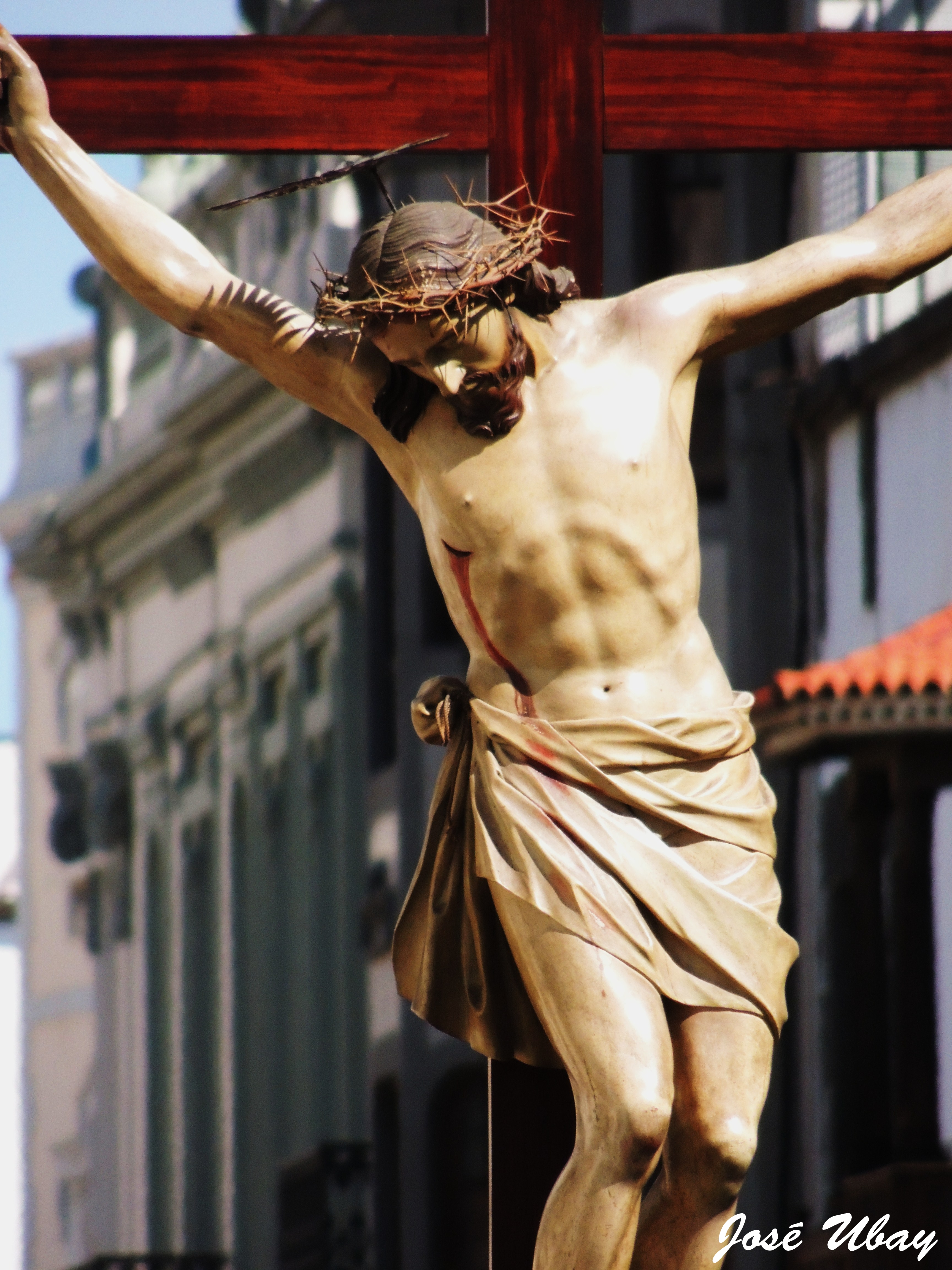
Cristo de la Sala Capitular que preside el aula capitular de la catedral de Canarias, es obra de José Luján Pérez.

### Sala de Contaduría
Su antigua función era la de administración y cuentas de la catedral de Canarias. En ella se recoge una serie de obras pictóricas representativas del arte en Canarias. Imágenes flamencas del siglo XVI, como la Virgen de Belén, de Ambrosius Benson. Del siglo XVII destaca la espléndida Virgen de la Paloma fechada en Madrid en 1622, que recoge todas las características marianas del barroco del siglo de Oro Español. En esta sala también se encuentran lienzo de artistas canarios como Juan de Marianda y de Jesús Arencibia.

### Salas de la Planta Baja
Están dedicadas expresamente a la escultura, es decir, a tallas de madera y piezas de alabastros dedicadas a la Virgen María y otros Santos. En conjunto representan los tipos de estatuarias que se encontraban en los templos canarios. Citamos especialmente la talla de la imagen de Santa María de Guadalupe, obra anónima del siglo XVII, la Virgen del Rosario, las piezas barrocas en la línea de Juan Martínez Montañés. Completa la exposición del museo una serie de catorce dibujos, el "Vía Crucis", donado por su autor, Jesús Arencibia.